# Mercedes-Benz Citan
Mercedes-Benz Citan (заводський індекс W415) — компактний фургон компанії Mercedes-Benz, розроблений на основі Renault Kangoo 2.

## Перше покоління (2012-2021)

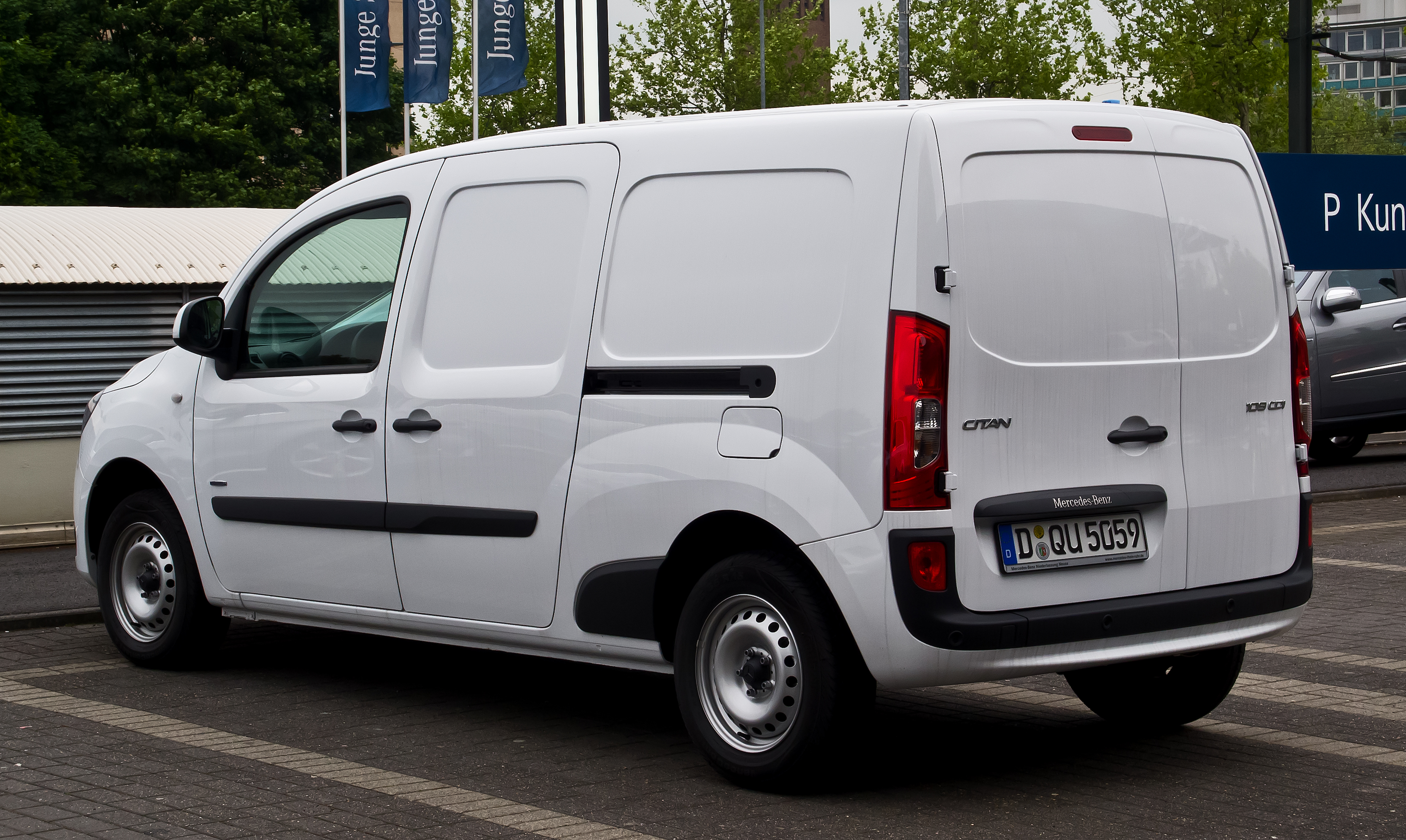
Mercedes-Benz Citan вантажний фургон (подовжений)

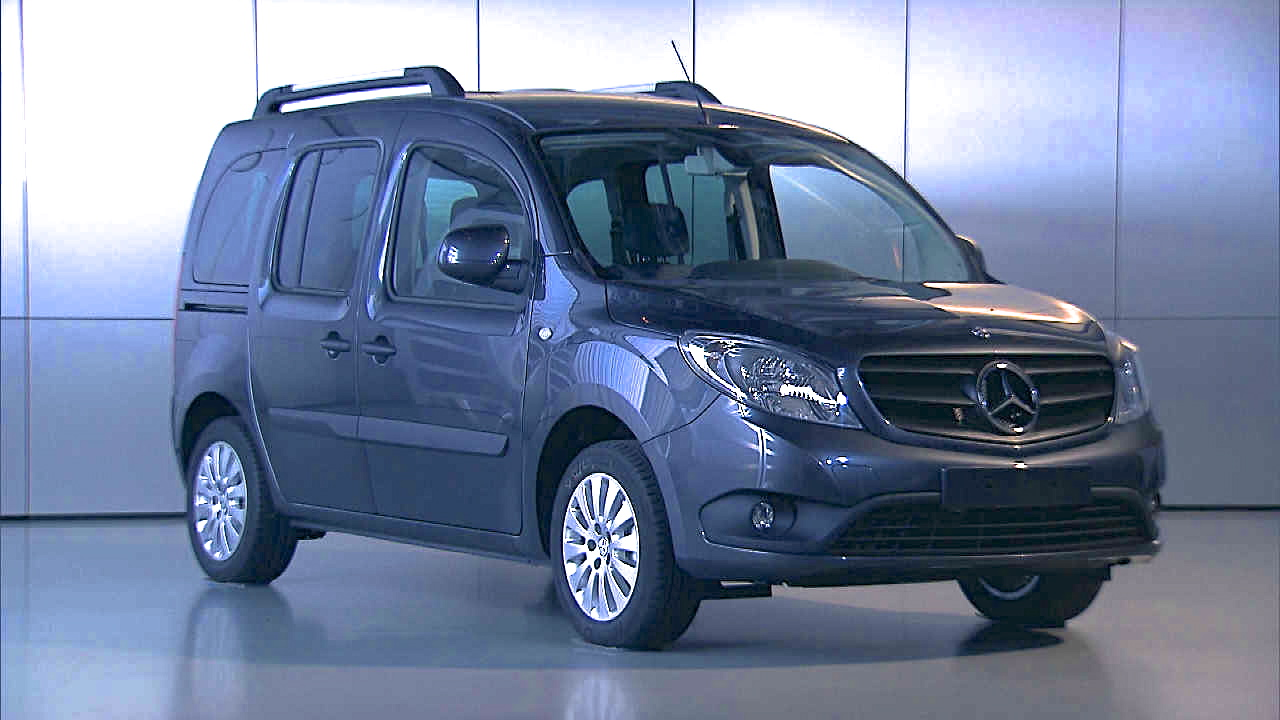
Mercedes-Benz Citan вантажо-пасажирський

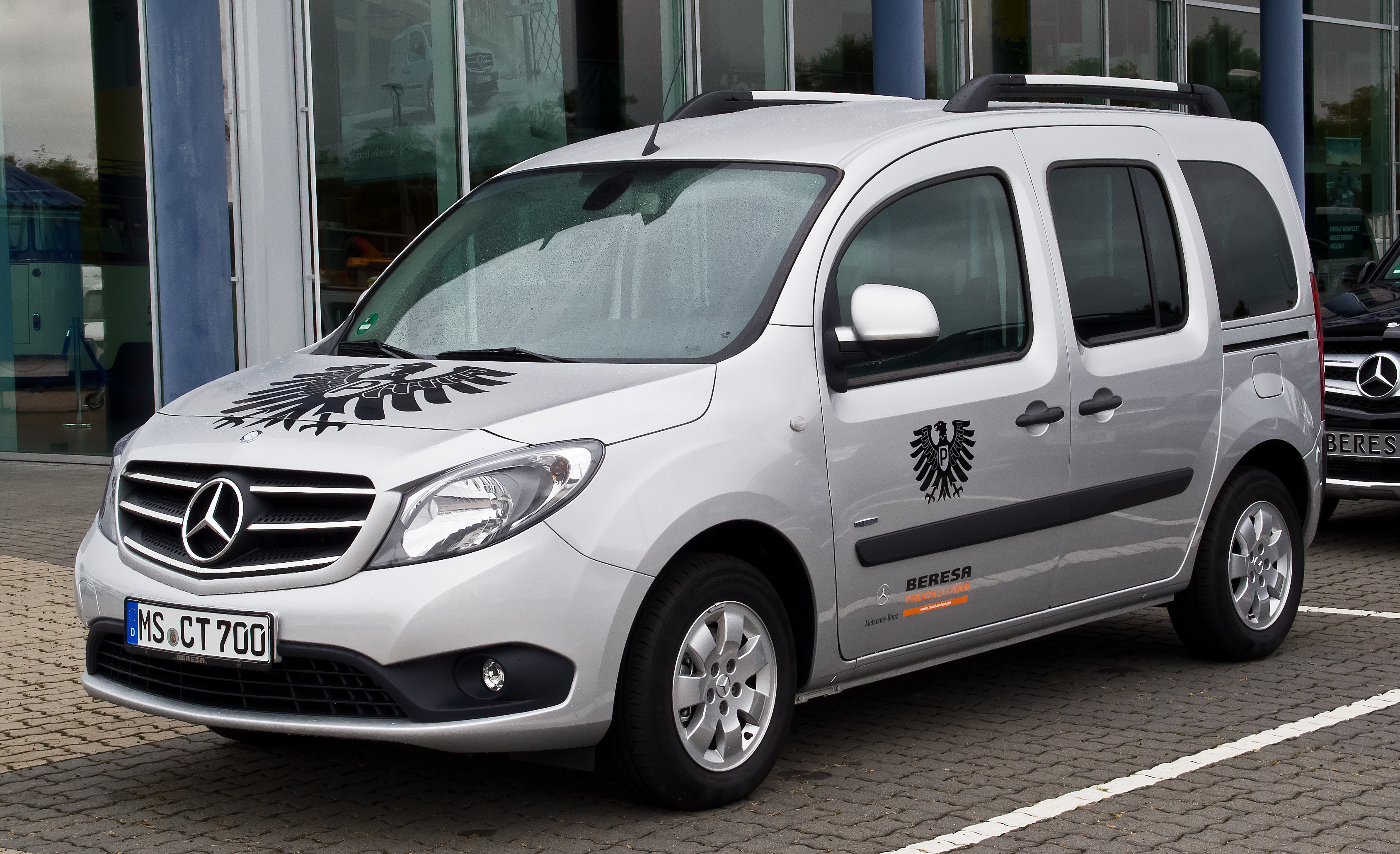
Mercedes-Benz Citan Mixto пасажирський

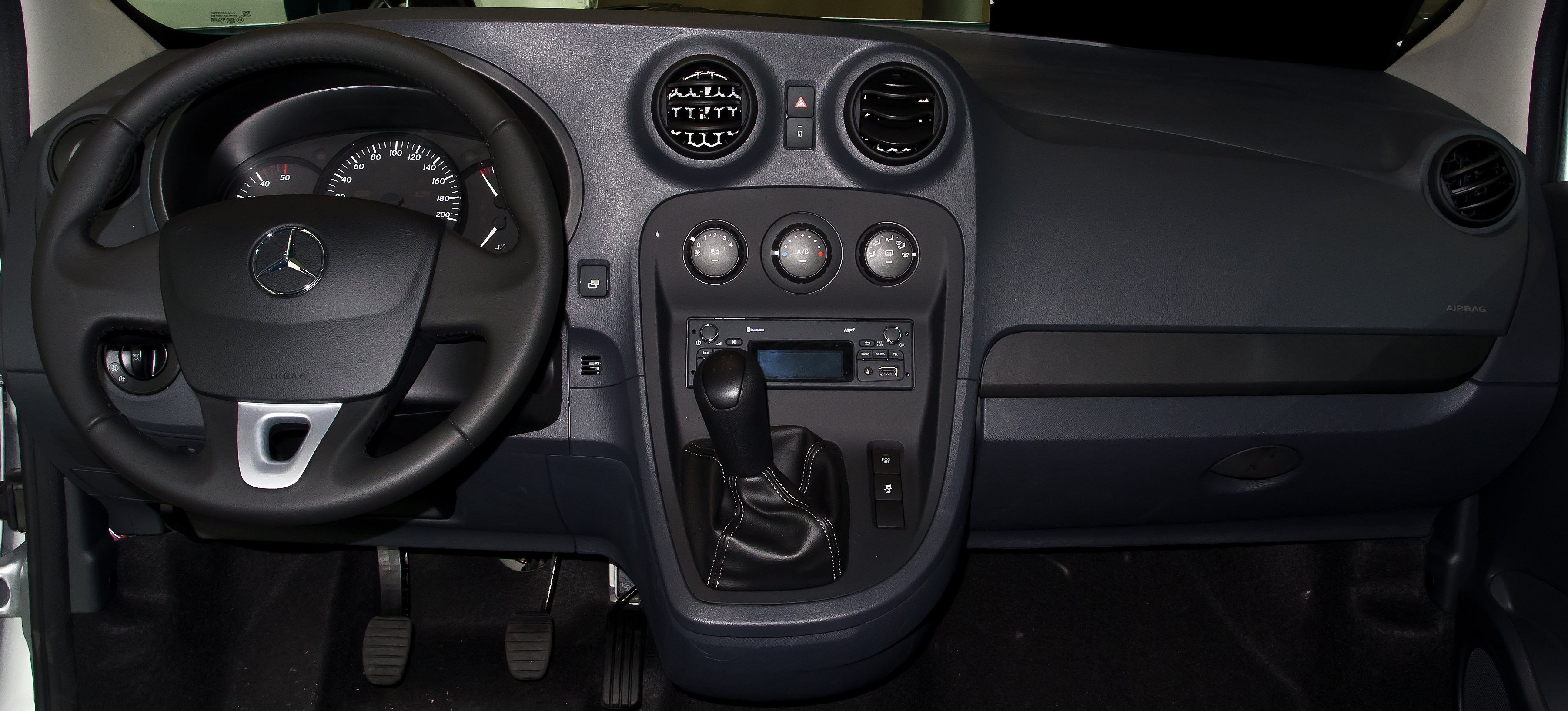
Салон Mercedes-Benz Citan 109 CDI BlueEFFICIENCY (W 415)

У лютому 2012 року з'явилися перші малюнки Mercedes-Benz Citan. Серійна модель Citan представлена на виставці «IAA Commercial Vehicle Show» в Ганновері в вересні 2012 року і доступна з декількома дизельними і бензиновими двигунами потужністю від 75 до 114 к.с., також з пакетом BlueEFFICIENCY. Citan пропонується в різних конфігураціях, включаючи фургон, вантажо-пасажирський фургон і Mixto - пасажирський варіант. Крім кількості посадочних місць, автомобілі відрізняються ще й за розміром та вантажопідйомністю. В залежності від потреб автомобіль пропонується в трьох варіантах довжини: 3,94 м, 4,32 м і 4,71 м. Це дозволяє забезпечити великий вантажний об'єм, в свою чергу: 2,4 м3, 3,1 м3 і 3,8 м3.
Для Сітана доступно три варіанти колісної бази: компактна, довга і екстра-довга. Комбі версія, також відома як пасажирський Сітан, здатна з комфортом розмістити 5 дорослих осіб. Пасажирський Mercedes можна порівняти за розміром з Citroen Nemo, Fiat Fiorino і Peugeot Bipper. У базову комплектацію входить: третій гальмівний ліхтар, насос гідропідсилювача керма, система полегшення рушання з місця на підйомі, пилковий фільтр, ABS, EBV, ASR, BAS, обмежувачі сили натягу ременів безпеки на багатомісному задньому сидінні, ремені безпеки з регулюванням по висоті, система центрального блокування замків і асферичні дзеркала.  
Новинка надійшла в продаж у Європі в кінці 2012 року.

### Двигуни
| Модель                 | Код двигуна | Об'єм    | Потужність        | Роки випуску |
| ---------------------- | ----------- | -------- | ----------------- | ------------ |
| Бензиновий             |             |          |                   |              |
| 112 BlueEFFICIENCY     | M 200       | 1192 см³ | 114 к.с. (84 кВт) | з 06/2013    |
| Дизельні               |             |          |                   |              |
| 108 CDI                | OM 607      | 1461 см³ | 75 к.с. (55 кВт)  | з 09/2012    |
| 108 CDI BlueEFFICIENCY | OM 607      | 1461 см³ | 75 к.с. (55 кВт)  | з 09/2012    |
| 109 CDI                | OM 607      | 1461 см³ | 90 к.с. (66 кВт)  | з 09/2012    |
| 109 CDI BlueEFFICIENCY | OM 607      | 1461 см³ | 90 к.с. (66 кВт)  | з 09/2012    |
| 111 CDI                | OM 607      | 1461 см³ | 110 к.с. (81 кВт) | з 06/2013    |
| 111 CDI BlueEFFICIENCY | OM 607      | 1461 см³ | 110 к.с. (81 кВт) | з 06/2013    |

### Безпека
За результатами повторного краш-тесту проведого в 2013 році за методикою Euro NCAP Mercedes-Benz Citan отримав чотири зірки за безпеку.
| Euro NCAP | Рейтинг   |
| --------- | --------- |
| Безпека:  | 4/5 зірок |

## Друге покоління (2021- )

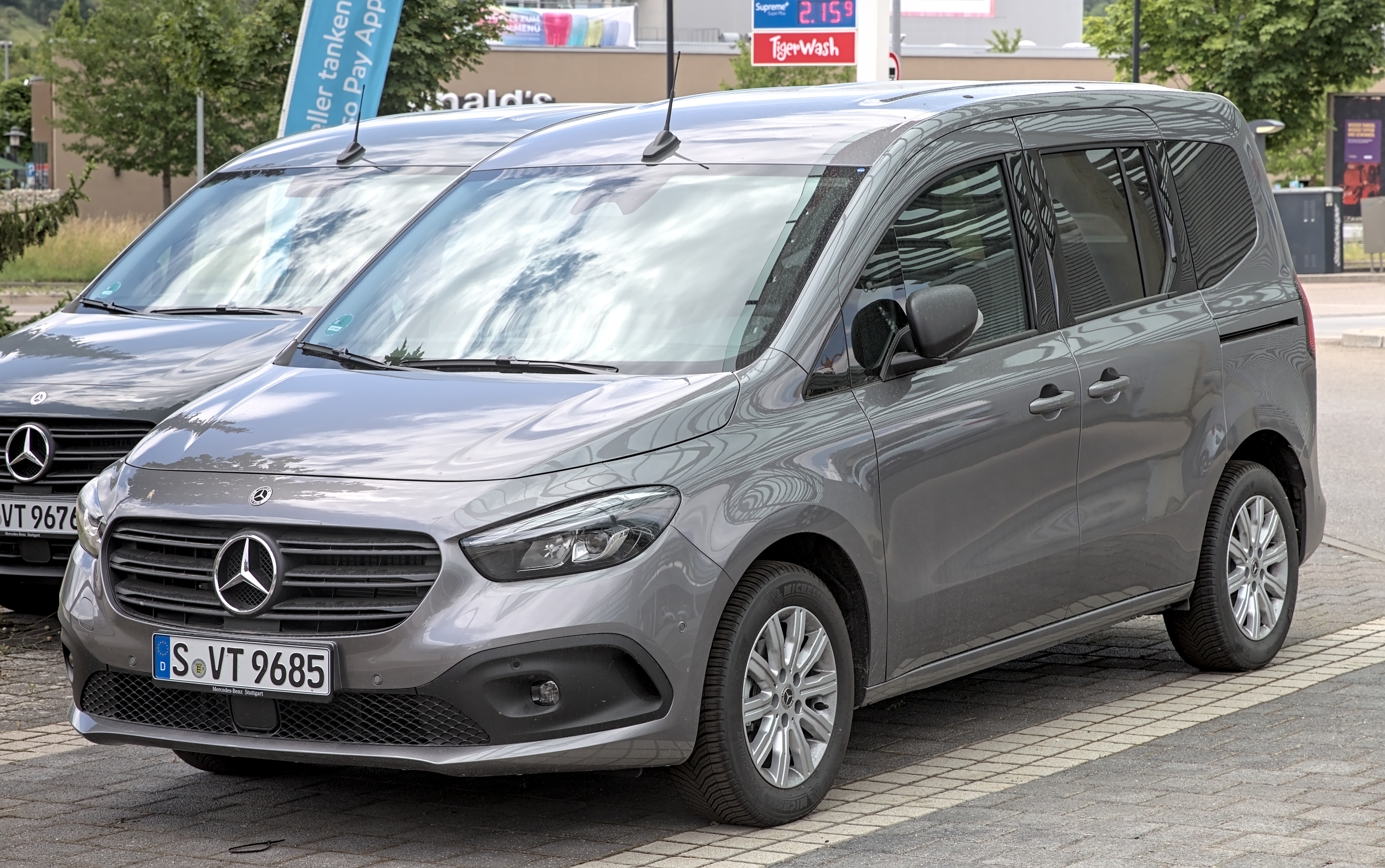
Mercedes-Benz Citan 110 CDI (W420)

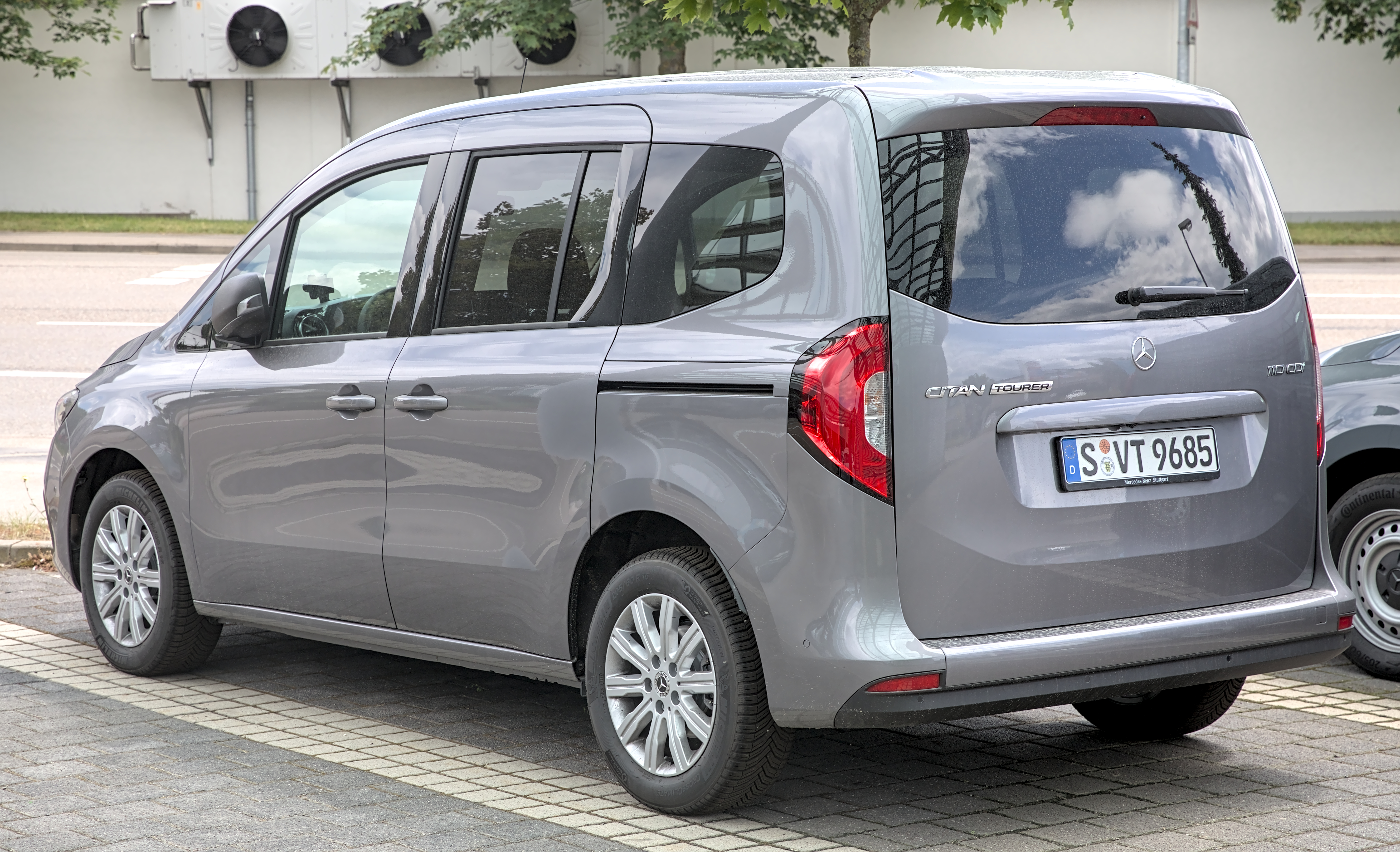
Mercedes-Benz Citan 110 CDI (W420)

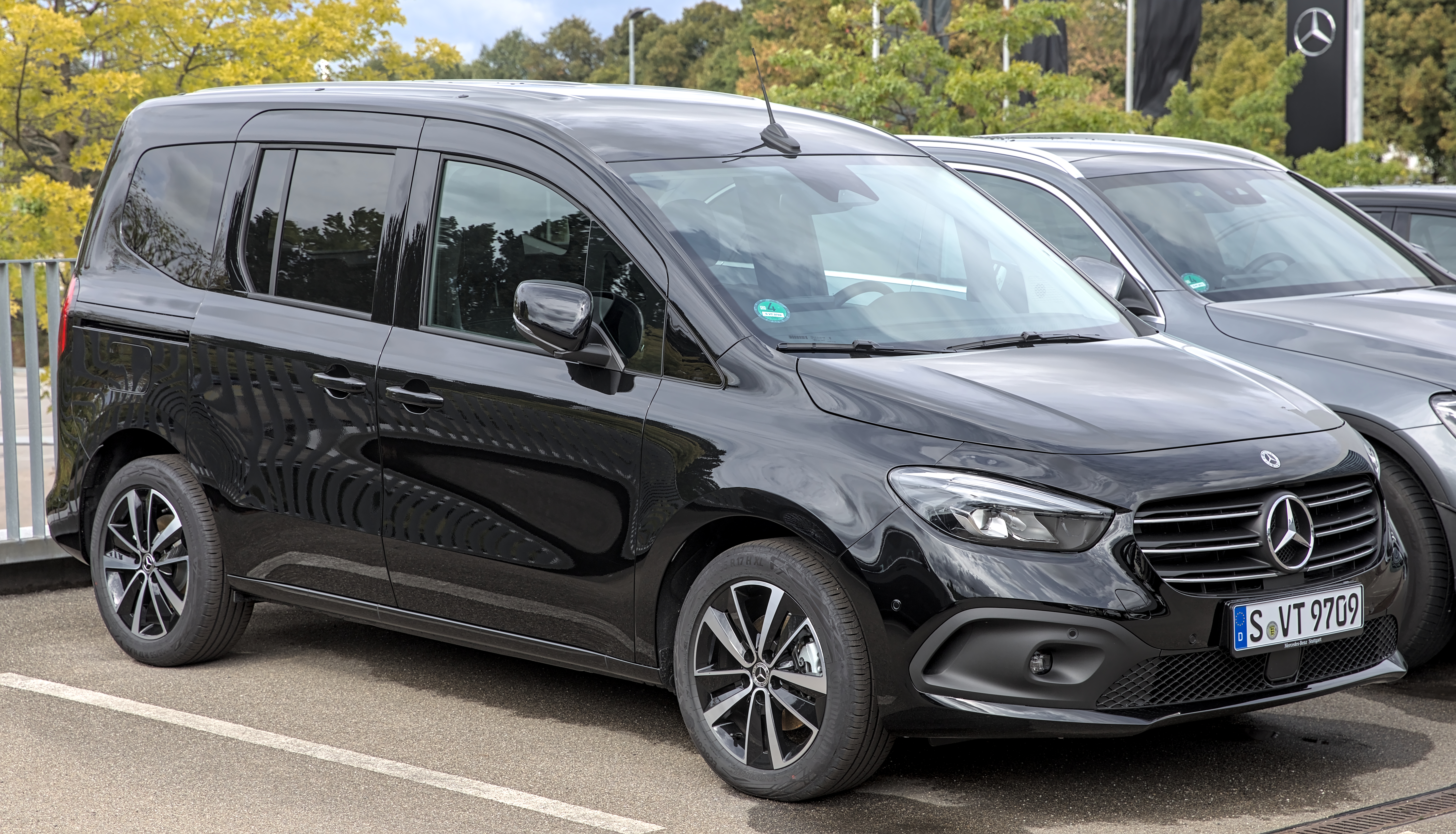
Mercedes-Benz T-Class (W420)

У серпні 2021 року була представлена друга генерація Citan. Як й оригінальна модель, Mercedes-Benz Citan розроблений в тісній співпраці з Renault і фактично є аналогом Kangoo.

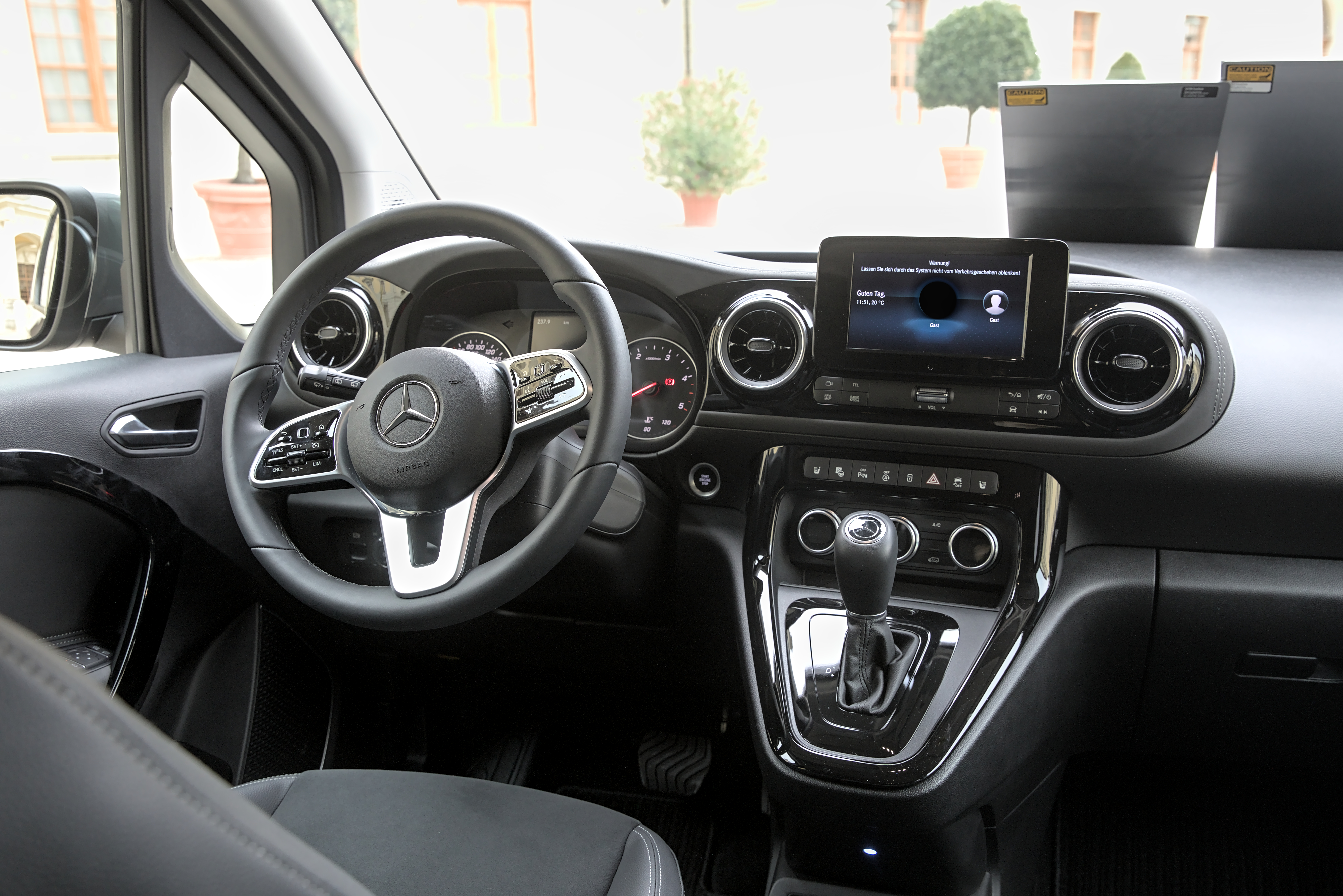

Поки до лінійки входять лише дві модифікації – вантажна Panel Van та пасажирська Tourer. Пізніше в лінійку додадуть подовжений варіант, вантажопасажирський Citan Mixto і давно обіцяний електромобіль eCitan.
Для нового Mercedes-Benz Citan Panel Van запропонують 1,5-літровий дизель в трьох варіантах форсування – на 75, 95 та 116 к.с. «Туреру» дістанеться тільки середній варіант дизеля, але альтернативно запропонований – 1,3-літровий бензиновий турбомотор на 102 або 131 к.с. Коробки передач – шестиступенева механіка і семиступеневий робот.

### Двигуни
- 1.3 L H5Ht/M282 turbo I4
- 1.5 L Diesel K9K/OM607 I4